# 그멜린땃쥐
그멜린땃쥐(Crocidura gmelini) 또는 그멜린흰이땃쥐는 땃쥐과에 속하는 포유류의 일종이다. 아프가니스탄과 이란 그리고 파키스탄에서 발견된다.